# 多姆久尔
多姆久尔（Domjur），是印度西孟加拉邦Haora县的一个城镇。总人口16822（2001年）。

## 人口
该地2001年总人口16822人，其中男性8372人，女性8450人；0—6岁人口1689人，其中男876人，女813人；识字率69.02%，其中男性为73.41%，女性为64.67%。